# Quartí
Quartí o Titus Quartí (en llatí Titus Quartinus)va ser un militar romà amic de l'emperador Alexandre Sever.
Quan aquest emperador va morir, va usurpar el poder Maximí el Traci i va destituir dels seus càrrecs a Quartí. Una companyia d'arquers d'Osroene va proclamar Quartí, que havia estat governador de la província, com a emperador, aparentment en contra de la seva voluntat. Però va regnar molt poc, ja que un dia, mentre dormia a la tenda, va ser assassinat per un tal Macedó, un antic comandant de tropes estrangeres al servei de Roma i instigador de la seva proclamació, que ara es volia congraciar amb Maximí, al que es va presentar amb el cap del seu rival. Maximí va acceptar el trofeu però va fer matar el traïdor.
La història de Quartí va ser escrita per Herodià, però no el menciona cap més historiador ni font independent, i alguns estudiosos creuen que no va existir. Podria ser un personatge elaborat a partir de Titus, al que Juli Capitolí anomena Tycus i Trebel·li Pol·lió dona el nom de Titus.